# Эпстайн, Исадор
Исадор Сэмюэл (Айра) Эпстайн (Эпштейн, англ. Isadore Samuel (Ira) Epstein; 23 октября 1919 года, Таллинн — 17 сентября 1995 года, Нью-Йорк) — американский астроном и астрофизик.

## Биография
Родился в Таллинне в 1919 году, младшим из девяти детей в потомственной раввинской семье, перебравшейся в Ревель из Новогрудока незадолго до его рождения. Его отец — раввин Авром-Бецалел Эпштейн (1878—1938), уроженец местечка Ивье Лидского уезда Виленской губернии. Мать — Хана-Малка Эпштейн (урождённая Чиж; 1877, Новогрудок, Минская губерния — 1952, Цинциннати). В 1925 его семья эмигрировала в Цинциннати, где отец получил место раввина общины Бней Яаков. Там Эпстайн в 1941 году заканчивает университет, после чего вступает в ряды армии США и участвует во Второй мировой войне. В 1947 году он поступает в Принстонский университет, где становится первым учеником Мартина Шварцшильда.
Получил степень Ph.D в 1950 году, после чего становится сотрудником Колумбийского университета. Там он преподавал астрономию в течение 37 лет. Становится профессором в 1971 году, профессор-эмерит в 1987 году.
Диссертационная работа Эпстайна была посвящена звёздным пульсациям — в ней показано, что период пульсации звёздных гигантов, таких, как, например, Цефеиды, определяется преимущественно процессами, протекающими в конвективной зоне, и практически не зависит от происходящего в ядре. По прибытии в Колумбию он продолжает разрабатывать модель звёздного и, в частности, солнечного строения. Он одним из первых показал, что протон-протонный цикл является основной термоядерной солнечной реакцией, и, следовательно, Солнце не имеет конвективного ядра.
Был руководителем первых исследований по поиску мест для постройки обсерваторий в Южном полушарии. В 1960-х годах деятельность учёного составляют изучение прозрачности и стабильности атмосферы наряду с доступностью различных мест в Австралии, Южной Африке, Чили и Аргентине. На всех площадках, им предложенных, были построены крупные обсерватории: Ла-Силья и Серро-Тололо в Чили, Сайдинг-Спринг в Австралии и Большой южноафриканский телескоп в южноафриканском Сатерленде. Местоположение обсерватории Мауна-Кеа на Гавайях было выбрано с использованием его методов. Особое участие Эпстайн принимал в создании обсерватории Леонсито в Аргентине. Там был утверждён проект долговременного наблюдения звездных смещений, туда же переместилась Аргентинская национальная обсерватория.
В 1964 году Эпстайн женился на Аделе Абрамсон (англ. Adelle Abrahamsohn), ставшей ему позже постоянным помощником в проведении фотометрических измерений.
Открытый в обсерватории Ла-Силья в году астероид (2928) Эпстайн был назван в честь учёного.